# Coralliophila meyendorffii

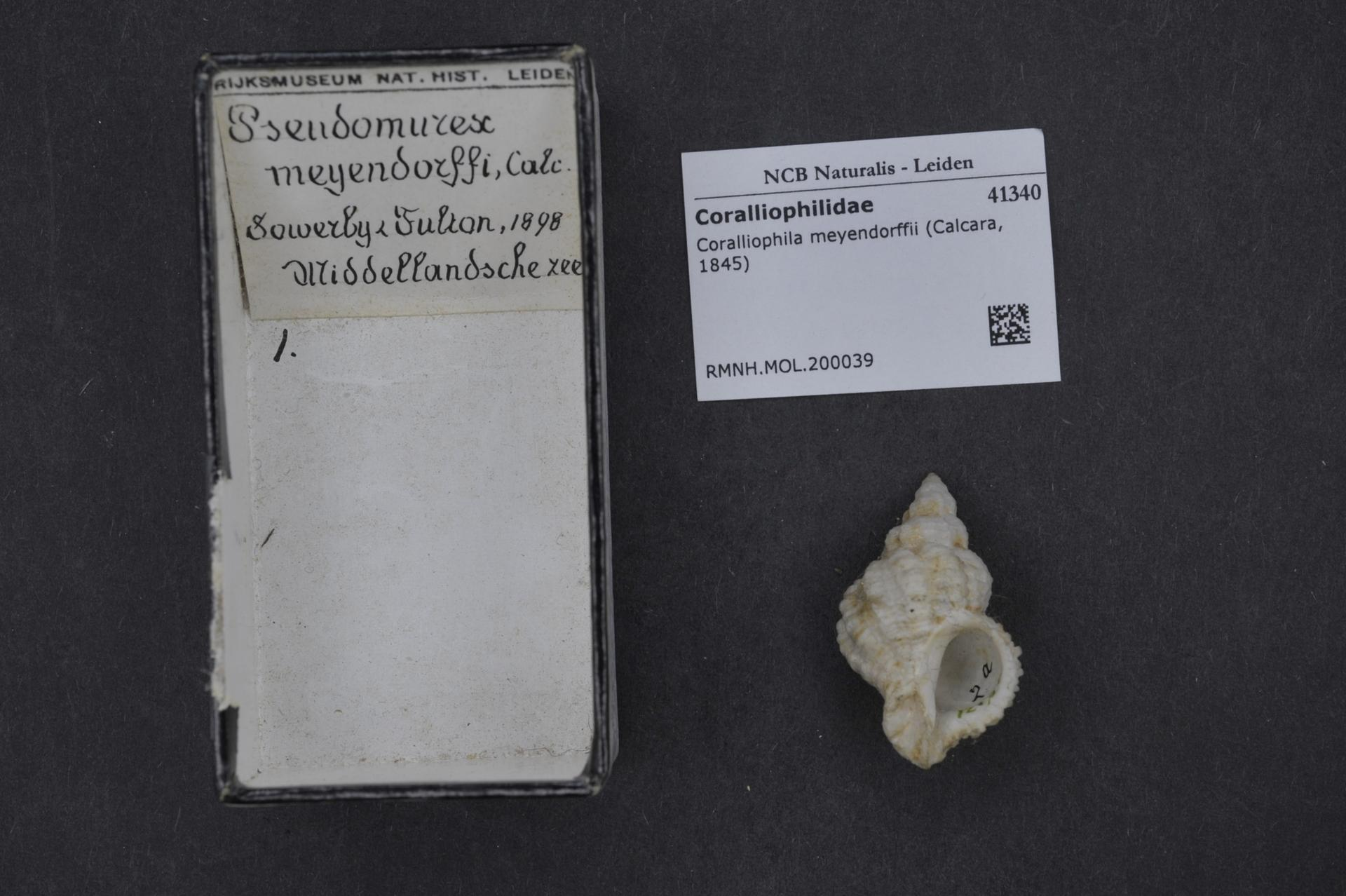
Exemplar de um Coralliophila meyendorffii (Calcara, 1845), no Rijksmuseum van Natuurlijke Historie.

Coralliophila meyendorffii é uma espécie de molusco pertencente à família Muricidae.
A autoridade científica da espécie é Calcara, tendo sido descrita no ano de 1845.
Trata-se de uma espécie presente no território português, incluindo a zona económica exclusiva.